# École des hautes études d'ingénieur
Pour les articles homonymes, voir HEI.
L'École des hautes études d'ingénieur-Junia (HEI) est l'une des 204 écoles d'ingénieurs françaises accréditées au 1er septembre 2020 à délivrer un diplôme d'ingénieur.
Elle a été créée en 1885 par le colonel Henri Arnould. Elle est située à Lille, dans le campus universitaire Vauban de l'université catholique de Lille. Les ingénieurs issus de cette école ont le titre d'« ingénieur diplômé de l'école des hautes études d'ingénieur ».
Rattachée à l'université catholique de Lille, elle est membre de la Conférence des grandes écoles (CGE), de l'association d'écoles d'ingénieurs Junia (ex-Yncréa Hauts-de-France) et fait partie de la Fédération des établissements d'enseignement supérieur d'intérêt collectif (FESIC) ainsi que du réseau IngéFrance.
L'école est implantée depuis 1885 au 13, rue de Toul (site principal) sur le campus universitaire Vauban, au 31ter, rue Colbert (qui accueille depuis 2009 les classes préparatoires intégrées), ainsi qu'au 65, rue Roland (qui accueille l'institut de recherche et de technologie). En 2012, HEI ouvre un nouveau campus à Châteauroux dans la région Centre-Val de Loire.
Elle s'appelle l'École des hautes études d'ingénieur-Junia depuis octobre 2020.

## Historique

### 1885: fondation au sein de l'université catholique de Lille
En 1885, l'École des hautes études industrielles (HEI) est fondée par la faculté des sciences de l'université catholique de Lille afin de contribuer à la formation des ingénieurs français. La révolution industrielle fait du nord de la France l'un des épicentres français du développement économique.
En 1906, une section spécialisée dans le commerce est créée par les élites textiles lilloises, constatant la nécessité d'une formation commerciale et financière. Celle-ci deviendra l'École des hautes études Industrielles et Commerciales (HEIC). En 1921, HEIC, la section spécialisée dans le commerce est rattachée à la faculté libre de droit de l'université catholique de Lille, fondée en 1875. Elle deviendra HEC Nord en 1921 et enfin l'EDHEC en 1951.
En 1935, HEI reçoit sa première habilitation par la Commission des titres d'ingénieur (CTI). En 1968, l'école obtient sa reconnaissance par l'État.

### 2003: HEI devient l'École des hautes études d'ingénieur
En 2003, l'école est à son 8000e diplômé. Elle change de nom pour devenir l'École des hautes études d'ingénieur[réf. souhaitée]. En 2005, HEI fusionne avec l'École supérieure des techniques industrielles et des textiles (ESTIT, ex-ITR), basée à Villeneuve-d'Ascq.
En 2009, les classes préparatoires intégrées s'installent dans un nouveau bâtiment, l'espace Irène-Devos, situé au 31ter rue Colbert à Lille, dans le quartier Wazemmes.
En 2012, une formation par la voie de l'apprentissage est lancée afin de former des ingénieurs généralistes dotés d'une expertise en bâtiment et travaux publics. La même année, un nouveau campus est inauguré à Châteauroux, dans l'Indre. HEI Campus Centre forme des ingénieurs en apprentissage dans le domaine Mécatronique. Quelques mois après, un rapprochement entre les écoles HEI, l'Institut supérieur d'agriculture de Lille (ISA) et Institut supérieur de l'électronique et du numérique (ISEN Lille) est annoncé afin de créer le « Groupe HEI ISA ISEN » pour favoriser les relations avec les entreprises.
Entre 2011 et 2015, d'importants travaux sont réalisés sur le site historique du 13 rue de Toul, situé sur le campus universitaire Vauban de l'université catholique de Lille.
En 2016, le « Groupe HEI ISA ISEN » est renommé « Yncréa Hauts-de-France ». Le groupe ouvre une école généraliste à Rabat au Maroc.
En 2020, le groupe Yncréa Hauts-de-France devient Junia.
En proie à des difficultés financières à la suite d'investissements fonciers trop importants, l'école est forcée de vendre son bâtiment historique situé au 13, rue de Toul à l'université catholique de Lille. L'école s'installera dans de nouveaux locaux en Septembre 2024 rue Colson.

## Enseignement et recherche

### Cycle préparatoire implanté
La formation commence par un cycle préparatoire implanté de deux ans ouvert après le bac. La formation suit les programmes des classes préparatoires MP, PSI et PC de l'Éducation nationale en partenariat avec le lycée privé Saint-Pierre à Lille.
Dès le début de la scolarité, l'étudiant est intégré à la vie étudiante de l'école. Depuis 2009, environ 80 % des enseignements du cycle préparatoire sont réalisés au 31ter rue Colbert.

### Cycle ingénieur
Au niveau du bac, l'école recrute sur le concours Puissance alpha.
Le cycle ingénieur accueille environ 85 % des élèves avec le statut d'étudiant et 15% avec le statut d'apprenti :
| Intitulé du diplôme d'ingénieur                                  | Type de formation                         | Accréditation | Label   |
| ---------------------------------------------------------------- | ----------------------------------------- | ------------- | ------- |
| Ingénieur diplômé de l'École des hautes études d'ingénieur Junia | Formation initiale sous statut d'étudiant | Maximale      | EUR-ACE |
| Ingénieur diplômé de l'École des hautes études d'ingénieur Junia | Formation initiale sous statut d'apprenti | Maximale      | EUR-ACE |

L'école propose un grand nombre de spécialités, dans des domaines comme les systèmes électriques, la robotique ou le BTP.
Les trois écoles d'ingénieurs de Junia (ex-Yncréa Hauts de France) sont localisées sur le campus de l’université catholique de Lille. HEI occupe 23 300 m2 à Lille et 5 800 m2 à Chateauroux. Selon la CTI, « Les deux campus proposent des locaux réhabilités, des équipements neufs et des laboratoires d’essais et de technologies de pointe ».